# Gekko crombota
Espèce
Gekko crombota est une espèce de geckos de la famille des Gekkonidae.

## Répartition
Cette espèce est endémique de Babuyan aux Philippines.

## Description
Gekko crombota mesure, queue non comprise, de 85,5 à 117,9 mm pour les mâles et de 85,1 à 106,9 mm pour les femelles.

## Étymologie
Cette espèce est nommée en l'honneur de Ronald Ian Crombie et Hidetoshi Ota.

## Publication originale
- Brown, Oliveros, Siler & Diesmos, 2008 : A New Gekko from the Babuyan Islands, Northern Philippines. Herpetologica, vol. 64, n. 3, p. 305-320.